# Haïti aux Jeux olympiques d'été de 1932
Haïti participe aux Jeux olympiques d'été de 1932 à Los Angeles aux États-Unis du 30 juillet au 14 août. Il s'agit de sa 3e participation à des Jeux d'été.

## Engagés par sport

### Athlétisme
Homme
Courses
| Athlète      | Épreuve | Série    | Série          | Quart de finale | Quart de finale | Demi-finale | Demi-finale | Finale   | Finale |
| Athlète      | Épreuve | Résultat | Rang           | Résultat        | Rang            | Résultat    | Rang        | Résultat | Rang   |
| ------------ | ------- | -------- | -------------- | --------------- | --------------- | ----------- | ----------- | -------- | ------ |
| André Théard | 100 m   | 11 s 40  | 4e de sa série | NC              | NC              | -           | -           | -        | -      |

Concours
| Athlète      | Épreuve          | Qualification | Qualification | Finale   | Finale |
| Athlète      | Épreuve          | Distance      | Rang          | Distance | Rang   |
| ------------ | ---------------- | ------------- | ------------- | -------- | ------ |
| Sylvio Cator | Saut en longueur | -             | -             | 5.93     | 9e     |